# Ryde Motors
Die Ryde Motors Ltd. war ein britischer Automobilhersteller in West Ealing (Middlesex).
1904–1906 entstand dort das Modell 14/16 hp, eines der seltenen Fahrzeuge mit wassergekühltem Dreizylinder-Reihenmotor. Weitere Daten sind nicht bekannt.

## Quelle
- David Culshaw & Peter Horrobin: The Complete Catalogue of British Cars 1895–1975. Veloce Publishing plc. Dorchester (1999). ISBN 1-874105-93-6